# Улица Красных Курсантов (Зеленогорск)
У́лица Кра́сных Курса́нтов — улица в городе Зеленогорске Курортного района Санкт-Петербурга. Проходит от проспекта Красных Командиров за Выборгскую улицу. На юг продолжается Речным переулком.
Первоначальное название — Otsolankatu. Оно появилось в 1920-х годах и связано с финской народной кличкой медведя — отсо (аналог русскому слову «топтыгин»).
После 1940-х годов Otsolankatu переименовали в улицу Красных Курсантов — в честь курсантов советских военных училищ.
На участке от Зеленогорского шоссе до Выборгской улицы улица Красных Курсантов составляет трассу так называемого Верхнего шоссе.
В конце улицы Красных Курсантов находится насосная (дом № 17а), водонапорная башня (17; ныне заброшена), жилой дом (21). Западнее дома 21 во второй половине 1980-х годов сохранялся поворотный круг. Сейчас на этом месте пустырь.

## Перекрёстки
- Проспект Красных Командиров / Речной переулок
- Зеленогорское шоссе
- Выборгская улица